# ロシア連邦航空宇宙軍によるシリア空爆
ロシア連邦航空宇宙軍によるシリア空爆（ロシアれんぽうこうくううちゅうぐんによるシリアくうばく）は、シリアでの対テロ戦争において、2015年9月30日に開始されたロシア航空宇宙軍によるISIL、アルカーイダ等のテロ組織への爆撃作戦である。

## 概要
2015年9月30日、ロシアの大統領ウラジーミル・プーチンは、シリア政府からの要請を受けたとしてシリア領内でISILに対する空爆を開始する、と発表した。この作戦についてロシア国防省は、アメリカ主導の生来の決意作戦には加わらないとしている。
10月29日までに1000回以上の爆撃が行われ、185人の民間人を含む595人がこの空爆によって死亡した。

## 展開

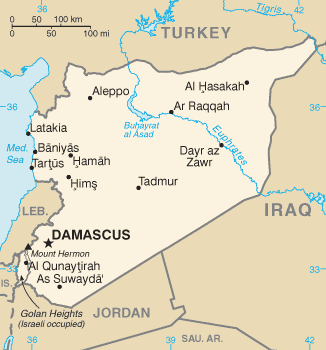
シリアの主要都市。

### 背景
シリア内戦下の2015年、4年間続く内戦のもとで大統領バッシャール・アル＝アサド率いるシリア政府は弱体化していた。政権幹部が死傷し「政権崩壊間近」とも囁かれた2012年からの反体制派による攻勢は乗り切ったものの厳しい戦況は続き、イランやヒズボラの支援にもかかわらず、北西部で国内最大都市アレッポの東半分が反体制派に奪われていたのを始め、ユーフラテス川東岸はIS（イスラム国）に侵食され、南部では反体制派が優位に立ち、北部ではクルド人勢力（クルド人民防衛隊）の中立と引き換えに自治を黙認せざるを得ない状況だった。さらに3月にはイドリブ県の県庁所在地イドリブが陥落し、アサド大統領自身も全ての戦線での攻勢が不可能で、戦線を縮小しない限り西部の防衛すらも危うくなることを認めるに至っていた。
また、シリア政府軍では、とりわけ一般部隊で士気が低下し、反体制派と気脈を通じる一方、一定の戦果を納めていた精鋭部隊でも、各戦線の火消しに追われる事による疲弊に加え、発言力を増すイランやヒズボラにいら立ちも現れていた。このような状況下で、アサド政権と同盟関係にあるイラン政府も内戦収束への目途が立たないアサドへの支援を負担に思っているとみる筋もあった。
しかし、最大の同盟国ロシアはアサド政権支持を貫き、ロシアのプーチン大統領は第70回（2015年）国連総会の一般討論演説で、シリアなどからの難民が大量に発生している問題に言及し、シリア安定化のために国連加盟国が結束しなければならないと指摘した。そして、「アサド大統領の部隊とクルド人部隊を差し置いて、シリアで『イスラム国』などのテロ組織と戦える者は存在しないということを、我々は認めなければならない」と主張し、アサド政権への直接的な軍事支援を宣言した。ロシア国民の多くはシリアへの軍事介入を支持し、プーチンへの支持率は過去最高の89.9%を記録したと主張した。

### アラウィー派中核地帯の防衛
2015年9月30日にロシア航空宇宙軍（以下、ロシア空軍）による空爆が始まった。シリア専門家のファブリス・バランシュによれば、空爆の第1波は、アサド政権を支えるアラウィー派の中核地域を守るために反体制派に対して行われた。空爆の対象になった地域はラタキア県・ホムス県・ハマー県などで、対象となった組織はトルコや湾岸諸国の支援を受けていたアル＝ヌスラ戦線・シャーム自由人イスラム運動、そしてその他のより小さな反体制派だった。そのため、ロシア空軍はアサド政権が最も脅威を受けている地域に攻撃を集中させていると見られていた。一方、この時点では当初掲げたISへの空爆は行われていなかったとされる（ロシア政府の説明では異なる。また、ISの最高指導者アブー・バクル・アル＝バグダーディーが勢力圏喪失後イドリブ県に潜伏していた事などから、今日ではISと反体制派は時々の状況によって、対立関係だけでなく同盟関係にもなっていたと考えられている）。
反体制派が攻撃されているとして、反体制派を支援するアメリカ政府は懸念を示した。国防長官アシュトン・カーターは、「アサド政権と敵対する勢力への攻撃は無分別、逆効果、非生産的であり、失敗する運命にある」と強く非難した。総会が開かれている国際連合本部では、アメリカ国務長官ジョン・ケリーがロシアの外相セルゲイ・ラブロフに対して「イスラム国以外への空爆には重大な懸念がある」と伝えた。

### ISILへの攻撃開始
ロシア国防省はロシア空軍が10月1日から2日未明にかけ、戦闘爆撃機Su-34を展開させ、IS支配領域を空爆したと発表した。IS中心地であるラッカ周辺の軍事訓練キャンプや「テロリストの弾薬集積所、燃料貯蔵施設」が対象であったとされる。欧米側から、反体制武装が空爆されたとの指摘が出る中、ロシア国防省高官はIS拠点が攻撃対象であるとの見解を示した。
11月、ロシア空軍はISの資金源である石油の密輸を断つために、IS支配地を通行する全タンクローリーを空爆対象とすると発表した。シリアからイラク国内の石油精製所を目指して原油を運搬していたトラック約500台が破壊されたとされる。
11月11日にはシリア政府軍の精鋭部隊の一つ特殊戦力師団（虎部隊）との共同作戦により、約2年にわたりISにより包囲されていたアレッポ近郊のクワイリス軍事空港を解放し、同基地に対する陸路の補給路を確保。ロシア軍介入による効果をシリア内外に印象付けた。

### トルクメン人への空爆とトルコ軍によるSu-24撃墜
トルコはロシア軍の空爆開始以来、ロシア軍が作戦行動をとるたびに「IS以外を攻撃した」と主張していた。ロシア軍は10月3日・4日には、トルコ領空を侵犯したとしてトルコから抗議を受け、「操縦ミスだった」と釈明していた。
2015年11月24日9時20分頃、トルコとシリア国境付近で、ロシア空軍のSu-24戦闘爆撃機がトルコ領空を侵犯したとして、トルコ空軍のF-16戦闘機に撃墜され、シリア北部に墜落した。トルコ軍は国籍不明機2機が領空侵犯したと認識、10回警告したが領空侵犯を続けたため1機を撃墜したと主張している。Su-24の乗員1人が死亡した。乗員2人は緊急脱出装置で脱出したが、トルコマン人の反体制派武装勢力は同日夕方、「乗員2人を射殺した」と発表した。ロシアも「乗員1人が脱出後に地上から銃撃を受けて死亡した」と発表している（もう1人はその後アサド政権軍に救助され、生存確認）。Su-24は撃墜される前、シリアのトルコ系少数民族トルコマン人の居住地域を爆撃していた。このためトルコの反発を買ったとされている。また、乗員の捜索にあたっていたロシア軍のMi-8ヘリコプターがシリア反体制派によるとみられる攻撃を受けて損傷。アサド政権軍支配地域に不時着し、乗員1人が死亡したという。
この事件によってロシアとトルコは激しく対立する。これを受けてロシアと対立していたウクライナがトルコへの支持を表明した一方で、トルコ国内のクルド人政党人民民主党はロシアに接近した。

### アレッポへの介入
シリア北西部に位置するアレッポ県の県庁所在地アレッポはシリアの都市活動と経済活動の中心地であり、反体制派にとってはトルコや他の州への重要な供給路であった。2015年10月より、ロシアの支援によって士気を回復させたシリア政府軍は、反体制派に支配されたアレッポ東部の奪還にむけて結集した。これに合わせてロシア空軍とイラン軍がアレッポでシリア政府軍を支援した。
2016年2月、シリア政府軍と民兵組織、ヒズボラとロシア空軍は、反政府勢力の支配地域内を帯状に制圧し、東部アレッポに拠点を置く反政府勢力の補給路の一つを断った。

### 主力の「撤退」
2016年2月、プーチンは「国防省とロシア軍全体に与えられた目標は、おおむね達成された」として、シリアに派遣していたロシア軍の主要部分を撤退させると宣言した。介入前のシリア政府は弱体化が進み、分裂の懸念があった。しかし、ロシアの国防相セルゲイ・ショイグは、アサド政権が活力を取り戻し、軍の士気は大きく改善し、アサドの威信も回復したと説明した。ロシアの発言力は高まり、アメリカと並ぶシリア停戦の共同保証国となった。また、撤退宣言によって、軍関係者や国民の間には、ソビエトのアフガン侵攻のような泥沼化が避けられたと安堵する声もあった。
しかし実際には、この後もロシア空軍による空爆は継続される。

### トルコクーデターへの関与報道
ロシアの軍事介入でアサドの地盤は固まり、アメリカとロシアの支援を受けるクルド人主体の勢力ロジャヴァも力を増していた。そのため、両者と対立するトルコは不利な状況に置かれていた。特にシリアでのクルド国家樹立は、トルコ国内のクルド人問題に火をつけかねない大問題であった。そこでトルコの大統領エルドアンは、ロシアと和解することでクルド国家の樹立を阻止しようとした。2016年6月下旬、エルドアンはプーチンにロシア軍機撃墜が「過ち」だったとして謝罪し、数日後に両者は電話会談を行い、両国関係の正常化で合意した。
イラン政府系ファルス通信は、ロシア軍の諜報活動によって、2016年トルコクーデターが未遂に終わったと報道した。それによると、ラタキアのロシア空軍基地で、軍参謀本部情報総局の電子偵察部門「第6局」がトルコ軍の通信を傍受した。そのとき、トルコ軍関係者が軍用ヘリ数機をホテルへ派遣し、そこに滞在するエルドアンを拘束または殺害する計画を話し合っていた。ロシアはこの情報をトルコ政府に伝えたことでクーデターは失敗に終わったという。この説はクーデター前に「異常な活動」がみられたとするトルコ政府の説明と一部符号している。ただし、ロシア当局はこの報道を否定している。
いずれにしろ、2016年7月15日のクーデター未遂を乗り切ったエルドアンは、国内統制を強化し欧米への不信からロシアへ急接近を図った。

### アレッポ奪還

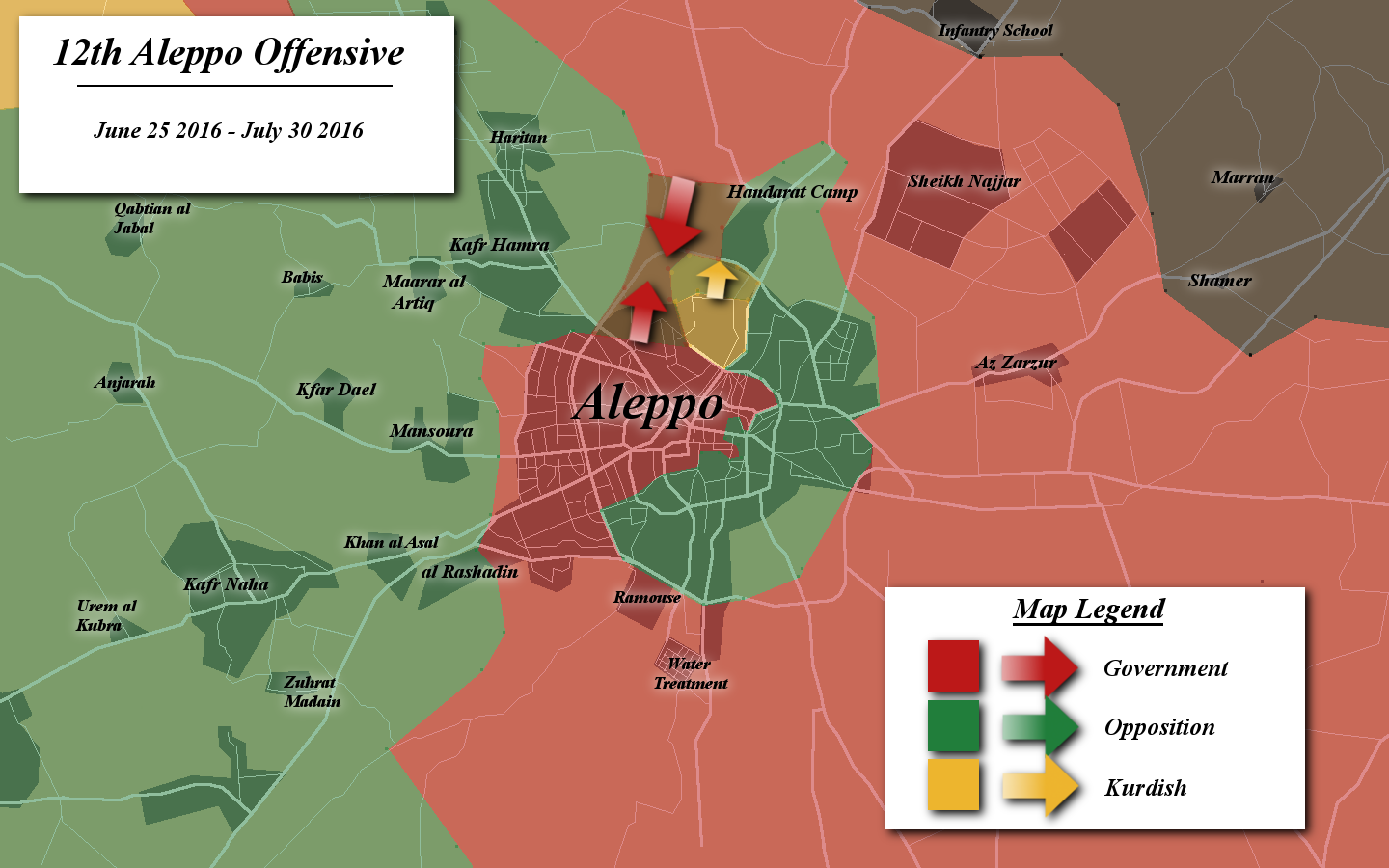
市内の勢力図（2016年6月）
赤が政府軍、緑が反体制派、黄がクルド人勢力、黒がISIL

2016年7月28日、ロシアはアレッポに「人道回廊」を設定し、民間人が政府支配地域に逃れることが出来るようにしたと発表した。30日までに数十人が脱出したとしたが、反体制派はこれを否定した。
8月、ロシア空軍の空爆によって、反体制派支配地域に住んでいた少年オムラン・ダクニシュが負傷したとされる。
9月、シリア政府軍が残りの補給路も奪還し、アレッポの反体制派支配地を完全に孤立させた。この頃から、アレッポの反体制派支配地に住むとされる少女バナ・アルアベドがTwitterで町の様子を発信し始めた。
10月、劣勢の反体制派への空爆を辞めさせるために国連安全保障理事会で、フランスとスペインによってアレッポでの空爆を辞めさせる決議案が提出された。安保理15カ国のうち日本を含む11カ国が賛成したが、ロシアが拒否権を行使して否決した。
11月、政府軍がアレッポ奪還に向けて大規模攻勢を開始。12月19日には駐トルコ・ロシア大使アンドレイ・カルロフがアンカラで射殺された。犯人の男は「アレッポを忘れるな、シリアを忘れるな」などと叫んでおり、ロシア軍によるアレッポの反体制派攻撃に憤っての犯行と考えられた。この時点でアレッポの反体制派は壊滅状態となり、ロシア・イラン・トルコなど関係各国が、停戦のための話し合いを行っていた。
12月22日、政府軍はアレッポ全域を反体制派から奪還したと宣言。反体制派組織、イスラム戦線に加盟するシャーム自由人イスラム運動幹部も、事実上の撤退を認めた。反体制派地域にいた住民のうちオムラン・ダクニシュらは政府支配地域に逃れ、一部が反体制派の支配するイドリブ県に移動した。このうちバナ・アルバベド一家は22日にはアンカラでエルドアンと面会した。

### パルミラ攻防戦
シリア中部の都市パルミラは2015年5月以降ISの支配下にあった。2016年3月、シリア政府軍はロシア空軍の空爆支援を受け、パルミラ奪還に成功した。ロシアはマリインスキー劇場管弦楽団を派遣し、パルミラ遺跡でコンサートを開催させ、プーチンが映像で出演者らの労苦をねぎらうパフォーマンスで戦果を内外にアピールしていた。
アレッポの戦いが終盤に差し掛かっていた2016年12月、ISがシリア政府軍から再度パルミラを奪取した。政権軍はロシア空軍の援護を受けていたが、5000人以上とされるIS戦闘員の攻撃を受けて撤退した。ロシア軍関係者はインタファクス通信に対し、シリア政権軍がISの戦力結集を見逃したとした。ロシアの外相セルゲイ・ラブロフはIS戦闘員がモスルから流入していると主張した。この頃は、ロシア軍はパルミラ再奪還に加わらないとみる向きもあった。一方で、ロシア国内ではロシア陸軍の展開を求める声もあった。
2017年2月末、シリア政府軍は反体制派との停戦を行い、ロシア空軍の支援のもとパルミラ再奪還に向けてISとの戦闘を展開した。3月にはシリア国営通信から政府軍がパルミラを再奪還したと報じられた。これ以降、シリア政府軍はラッカ県・デリゾール県奪還のため、ISへの攻撃を展開することとなる。

### ラッカ争奪戦
2017年6月16日には、5月28日にシリアのラッカ近郊でISIL幹部の会合が行われたのを狙って空爆した結果、IS指導者・バグダーディーが死亡した可能性があるとロシア国防省が発表している。

### デリゾール争奪戦
2014年よりデリゾール県の大部分はISに支配されていた。県庁所在地デリゾールもISが6割支配している上に、残りの政府支配地域を包囲していた。ロシア航空宇宙軍はISに対する「大規模な空爆」を行って、シリア政府軍のデリゾール進行を支援した。2017年9月、西方からの援軍が到着したことで、3年ぶりに包囲網が突破された。
しかし、シリア民主軍もデリゾールを狙って部隊を展開させており、シリア政府軍との間でデリゾール争奪戦となった。9月にはシリア民主軍がロシア軍の空爆を受け、兵士が負傷したと主張した。
11月、シリア政府軍はデリゾール奪還、ISは全主要都市から追放され、残る勢力はイラクとの国境地帯のごく一部のみとなった。米軍主導の有志国連合報道官は、残るシリア側のIS戦闘員はアブ・カマルに2000 - 3000人と述べた。

### アブ・カマル攻防戦
2017年11月9日、シリア政府軍は、ISが支配する最後の拠点都市アブ・カマルを奪還したと宣言した。IS兵士は敗走したと見られたが、実際には待ち伏せていて政府軍に反撃を加えた。11日には市街地ほぼ全域が再びISの支配に下ったとみられる。
ロシア国防省は、アメリカ軍がISを支援してアブ・カマルを再奪還させたと主張し、「証拠」となる画像を公開した。しかし、まったく別の場所（イラクのファルージャ）の写真だったり、コンピューターゲームの宣伝画像に修正を加えたものであるとの指摘が相次いた。ロシア国営タス通信は、職員のミスで間違った画像が添付されてしまったと伝えた。
アブ・カマル近郊はロシア空軍も空爆を行った。19日、政府軍はアブ・カマルをISから再奪還し、ISはシリア国内の拠点都市を失った。

### 対IS勝利宣言と一部部隊の撤退
2017年12月7日、ロシア軍幹部セルゲイ・ルドスコイは「シリアにはISIL支配下の村や地区は一つもない。シリア領土はこのテロリストから完全解放された」と発表（ただし、この発表については懐疑的な見方もある）。
11日には、プーチンがラタキア県にあるフメイミム空軍基地を電撃訪問し、シリアに派遣しているロシア軍の一部撤退命令を出した。

### 東グータ攻略
ISILが壊滅すると、シリア政府軍はダマスカス周辺の反体制派攻略に乗り出した。2018年2月、シリア人権監視団はシリア政府軍の攻勢が展開されている東グータの反体制派支配地で、ロシア空軍が空爆を行っていると主張した（ロシア側は否定した）。それから1ヶ月ほどで東グータの8割以上は政府軍に制圧され、反体制派の支配地は3つに分断された。
4月、ドゥーマ市に追い詰められた反体制派に化学兵器が使用されたと報道された。化学攻撃への対応を巡り、米ロ両国が国連安保理で決議案を提出したが、ともに否決された。14日、米英仏は制裁としてダマスカス近郊などの化学兵器関連とされる施設3カ所に、艦船からのトマホークやB-1などを用いて105発ものミサイルを撃ち込んだ。
しかし、NATO軍介入を呼び込むことで逆転に懸けた反体制派の意図に反し、NATOの軍事作戦は懲罰の意味合い程度の単発的なミサイル攻撃に留まり、直後にシリア政府軍がドゥーマ市の奪還と東グータ全域の制圧を発表した。
東グータ陥落に伴い、反体制派がアサド政権中枢のダマスカス官庁街を攻撃する手段を完全に失った事で、アサド政権の存続は確定的となり、アサド政権打倒を目指して始まったシリア内戦は事実上の終焉を迎えた。

### イドリブ攻撃とロジャヴァへの展開
2018年4月にアサド政権が東グータ奪還に成功し、イドリブを中心とした北西部の反体制派支配地域の奪還に向けて動き出すと、ロシア軍もまた引き続きこれを支援したが、北西部ではクルド人勢力の伸長を阻むべくトルコ軍も直接介入を進めており、YPGの支援者であった欧米がNATO加盟国トルコの侵攻を事実上黙認する中で、アサド政権とYPGの仲介や、反体制派の後ろ盾トルコと内戦後に向けた協議を続けるなど、シリア政府との同盟を背景に軍事・外交におけるシリア情勢の主導権を握っている。

## 各国との協力
ロシア軍がシリアに空爆を開始して以降もパリ同時多発テロ事件や、エジプトでのロシア旅客機撃墜などのISILが絡むテロ事件が相次いだ。このためプーチン大統領はロシア航空宇宙軍に対し空爆作戦の拡大とフランス軍との共同作戦を指示した。また、ロシア航空宇宙軍はこれまでシリア空爆に投入しなかった戦略爆撃機を投入して空爆を実施した。ロシア国防省発表ではTu-95戦略爆撃機とTu-160戦略爆撃機がカスピ海上空に展開し、多数の長距離巡航ミサイルをシリア領内ISIL拠点に向けて発射した。その際に一部のミサイルがイランに落下したが、全て不発であったため被害はなかった。また、Tu-22M3爆撃機はシリア上空に直接展開し自由落下爆弾を投下した。ロシア国営テレビによればTu-22M3から投下された自由落下爆弾には「我々の市民に対する報復」、「パリの報復」、｢パリのために｣などと書かれていた。

## 誤爆
この作戦による誤爆も発生している。欧米メディアはロシア軍がシリアで病院6か所に対して空爆をしたとして非難している。しかしロシア国防省は、この情報を確認した際に、病院があるとされた居住地区6か所のうち5か所には病院が一つも存在しないと主張した。またロシア国防省は、欧米の複数のマスコミがロシア機の攻撃で破壊されたと主張しているシリアのサルミンにある病院の航空写真を公開した。この写真には、病院の建物が無傷の状態で写っているという。
2017年2月9日には、シリア北部アレッポの郊外にてロシア軍機がISILを標的に建物に空爆を行った際、トルコ兵3人が巻き込まれ死亡、11人が負傷した。同日中にロシア国防省は誤爆の事実を認め、プーチン大統領はトルコのエルドアン大統領に電話で弔意を伝えた。その後、両国軍で情報共有を進めることで一致した。

## 反響
アメリカ合衆国大統領だったバラク・オバマはロシアのアサド政権支援に反発し、「部隊や航空機を送らねばならないのは、支援するアサド政権が弱体だからだ。ロシアは泥沼に落ちる」と批判し、シリアでの政治体制の移行こそが賢明な手段だと主張した。しかし結果的に政府軍の支配は大幅に回復し、ロシアの介入が成功している。

## 影響
ロシアはシリアへの軍事介入によってアメリカから主導権を奪い、中東地域への影響力を増大させた。

## 使用航空機
- Su-24M - 戦闘爆撃機
- Su-25 - 攻撃機（シュトゥルモヴィーク）
- Su-30SM - 多用途戦闘機
- Su-34 - 戦闘爆撃機
- Su-35 - 多用途戦闘機
- Tu-22M3 - 爆撃機
- Tu-95MS - 爆撃機
- Tu-160 - 爆撃機